# Lissabon
Lissabon (Lisboa [liʒˈβoɐ] in het Portugees) is de hoofdstad en de grootste stad van Portugal en telde 545.796 inwoners in 2021. De agglomeratie telt zo'n 2.900.000 inwoners. De stad ligt in het westen van het Iberisch Schiereiland op de rechteroever van de Taag, op korte afstand van de Atlantische Oceaan, in de streek Estremadura. Lissabon is de meest westelijke grote stad en hoofdstad van continentaal Europa.

## Geschiedenis
Volgens de legende is Lissabon gesticht door de Griekse held Odysseus tijdens zijn lange tocht naar huis, de Odyssee. Rond 1200 v.Chr. ontstond er een Fenicische handelspost. De Feniciers noemden de stad "Allis Ubbo", wat veilige haven betekent.
Rond 200 v.Chr. werd de stad veroverd door de Romeinen. Toen het Romeinse Rijk uiteenviel, viel de stad in handen van volkeren uit het noorden en raakte ze in verval.
Onder de moslims, die rond 714 binnenvielen, bloeide de stad weer op en werd ze weer een belangrijk handelscentrum. De naam van de stad was al-Ushbuna of al-Ishbunah. Tijdens een belegering in 798 viel Alfons II van Asturië de stad binnen, maar wist haar niet te behouden. De Omajjaden van Andalusië namen in 809 de stad in op een rebellerende moslim, Tumlus. In 955 was het Ordoño III van León die Lissabon plunderde en kalief Abd-ar-Rahman III een vrede oplegde. Vanaf 1022 vormde Lissabon de onafhankelijke taifa Lissabon. Raymond van Bourgondië, erfgenaam van Galicië, trok in 1093 Santarém en Lissabon binnen. Yusuf ibn Tashfin, emir van de Almoraviden uit Marokko, heroverde in 1094 de stad. In 1111 waren het wederom de Almoraviden, nu onder Sir ibn Abi Bakr, die Lissabon en Santarém innamen.
Koning Alfons I van Portugal, die zich in 1139 tot eerste koning van het in eerste instantie kleinere Portugal had uitgeroepen, veroverde Lissabon op 21 oktober 1147, na eerst een mislukte aanval in 1140, met hulp van onder meer de kruisvaarder Gilbert van Hastings. De belegering duurde 17 weken en de moslims gaven uiteindelijk door honger op. De christenen richtten onder de bewoners (154.000) van al-Ushbuna een waar bloedbad aan, waarbij zij weinig onderscheid maakten tussen christenen en moslims. Zo werd de bisschop van de stad, tezamen met een delegatie van andere christelijke en islamitische leiders, ook door de kruisvaarders vermoord. De overgebleven moslims kregen een vrije aftocht en verlieten behalve al-Ushbūna ook al-Ma'din (Almada) op de zuidoever van de Taag.
Alfonso I liet hierna een bestaand fort op een heuvel ombouwen tot koninklijk paleis. Het Castelo de São Jorge vervulde deze rol tot begin 16e eeuw. Tevens verrees de kathedraal Sé, waar Hastings als eerste bisschop van Lissabon zetelde. In de buurt hiervan bevindt zich de kerk Santo António à Sé, gewijd aan Antonius van Padua, de 13e-eeuwse beschermheilige van de stad. De zetel verhuisde uit Coimbra en Lissabon werd in 1255 hoofdstad van Portugal.
De stad ontwikkelde zich sterk, zowel economisch als cultureel; in 1290 werd bijvoorbeeld de Universiteit van Lissabon gesticht die later naar Coimbra is verplaatst en daar nog steeds is gevestigd. Met Vasco da Gama's ontdekking van de zeeweg naar Indië, rond 1500, begon de Portugese Gouden Eeuw. Koning Emanuel I liet na Da Gama's terugkeer het Mosteiro dos Jerónimos bouwen.
Op 1 november 1755 werd de stad getroffen door een zware aardbeving (beter bekend als de aardbeving van Lissabon). De vele doden, 15.000 volgens sommige bronnen, vielen niet alleen door instortingen, maar ook door branden en hoge golven uit de rivier. Onder de pragmatische premier, de latere Marquês de Pombal, werd aan de wederopbouw begonnen. Zijn invloed is terug te zien in het strakke stratenplan van het zuiden van de wijk Baixa. Ook de 20e-eeuwse dictator António de Oliveira Salazar moderniseerde de stad.
In 1998 huisvestte Lissabon de wereldtentoonstelling Expo '98.

## Bestuurlijke indeling
Sinds 2012 heeft Lissabon 24 freguesia's:
| Freguesia               | Inwoners | Oppervlakte |
| ----------------------- | -------- | ----------- |
| Ajuda                   | 14.306   | 2,88 km²    |
| Alcântara               | 13.850   | 5,07 km²    |
| Alvalade                | 33.309   | 5,34 km²    |
| Areeiro                 | 21.160   | 1,74 km²    |
| Arroios                 | 33.302   | 2,13 km²    |
| Avenidas Novas          | 23.261   | 2,99 km²    |
| Beato                   | 12.183   | 2,48 km²    |
| Belém                   | 16.546   | 10,43 km²   |
| Benfica                 | 35.362   | 8,03 km²    |
| Campo de Ourique        | 22.140   | 1,65 km²    |
| Campolide               | 14.787   | 2,77 km²    |
| Carnide                 | 18.028   | 3,69 km²    |
| Estrela                 | 20.267   | 4,60 km²    |
| Lumiar                  | 46.334   | 6,57 km²    |
| Marvila                 | 35.479   | 7,12 km²    |
| Misericórdia            | 9.658    | 2,19 km²    |
| Olivais                 | 32.179   | 8,09 km²    |
| Parque das Nações       | 22.382   | 5,44 km²    |
| Penha de França         | 28.475   | 2,71 km²    |
| Santa Clara             | 23.645   | 3,36 km²    |
| Santa Maria Maior       | 10.051   | 3,01 km²    |
| Santo António           | 11.060   | 1,49 km²    |
| São Domingos de Benfica | 34.076   | 4,29 km²    |
| São Vicente             | 13.956   | 1,99 km²    |

| Detailkaart         |
| ------------------- |
|                     |
| Indeling sinds 2012 |
|                     |
| Indeling tot 2012   |

Lissabon bestond tot de bestuurlijke herindeling van 2012 uit 53 freguesia's:
- Ajuda, Alcântara, Alto do Pina, Alvalade, Ameixoeira (Funchal), Anjos, Beato, Benfica, Campo Grande, Campolide, Carnide, Castelo, Charneca, Coração de Jesus, Encarnação, Graça, Lapa, Lumiar, Madalena, Mártires, Marvila, Mercês, Nossa Senhora de Fátima, Pena, Penha de França, Prazeres, Sacramento, Santa Catarina, Santa Engrácia, Santa Isabel, Santa Justa, Santa Maria de Belém, Santa Maria dos Olivais, Santiago, Santo Condestável, Santo Estêvão, Santos-o-Velho, São Cristóvão e São Lourenço, São Domingos de Benfica, São Francisco Xavier, São João, São João de Brito, São João de Deus, São Jorge de Arroios, São José, São Mamede, São Miguel, São Nicolau, São Paulo, São Sebastião da Pedreira, São Vicente de Fora, Sé en Socorro.

## Demografie
De stad Lissabon telde 547 733 inwoners in 2011. Er wonen ongeveer 6.658 mensen per km². Het overgrote deel van de bevolking is van Portugese afkomst; er wonen echter ook vele buitenlanders in het gebied, zoals Kaapverdianen, Brazilianen, Indiërs, Angolezen, Chinezen en Russen. Het hele gebied rond Lissabon is een van de snelstgroeiende stedelijke gebieden van Europa, en volgens de VN zouden er in 2050 meer dan 4.5 miljoen mensen in het gebied kunnen wonen.
| 1801    | 1849    | 1900    | 1930    | 1960    | 1981    | 1991    | 2001    | 2004    | 2011    |
| ------- | ------- | ------- | ------- | ------- | ------- | ------- | ------- | ------- | ------- |
| 203.999 | 174.668 | 350.919 | 591.939 | 801.155 | 807.937 | 663.394 | 564.657 | 529.485 | 547.631 |

Groot-Lissabon heeft circa 2,9 miljoen inwoners.

## Cultuur

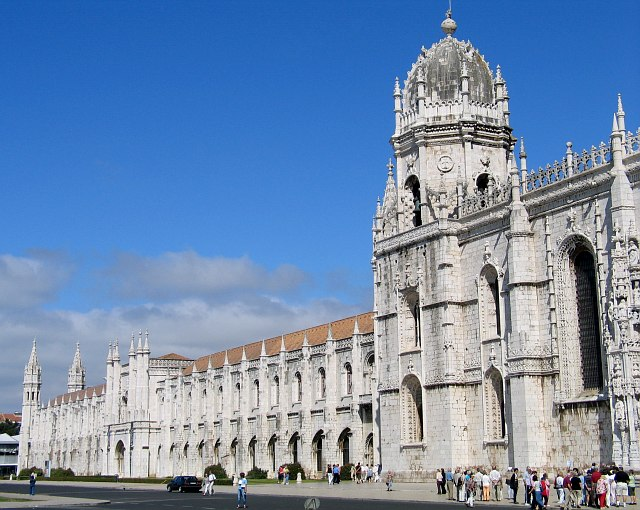
Mosteiro dos Jerónimos

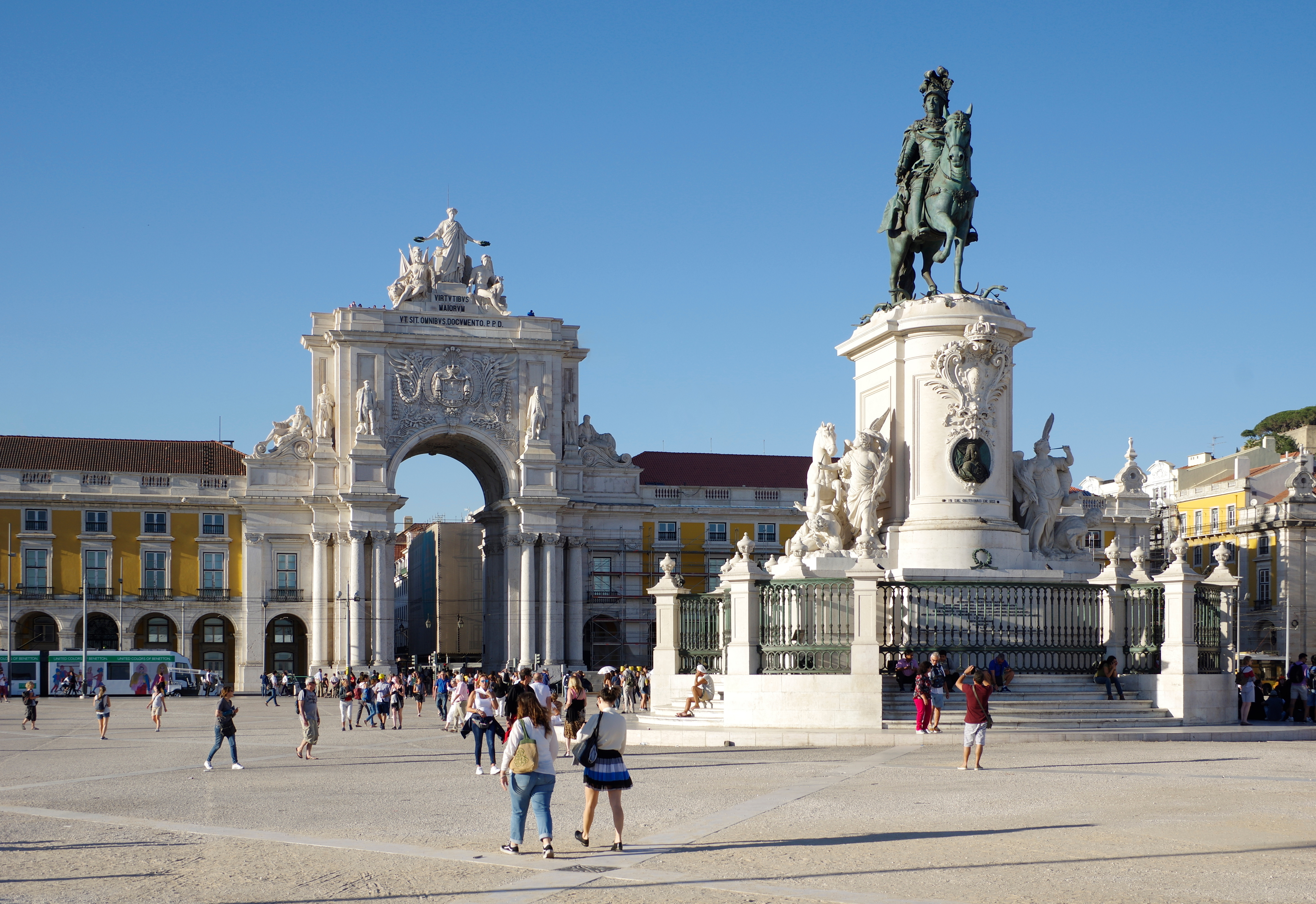
Het plein Praça do Comércio

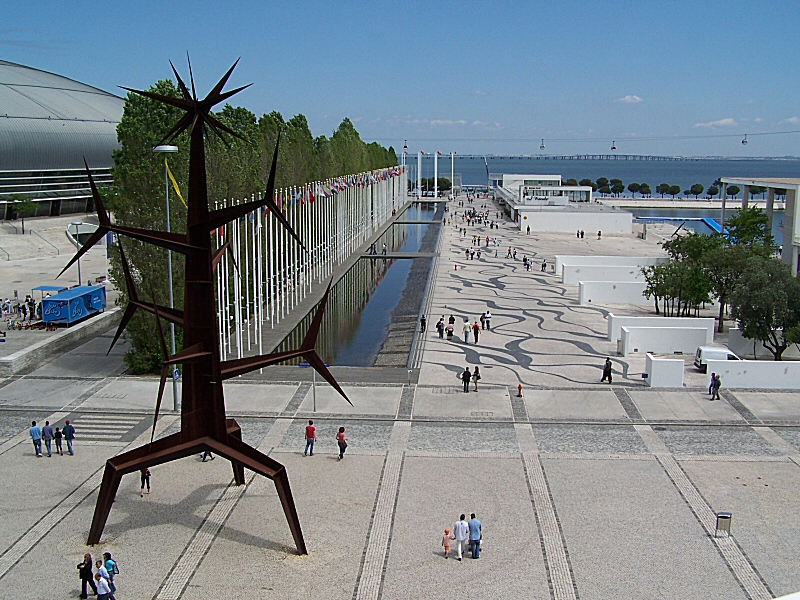
Panorama van het Parque das Nações

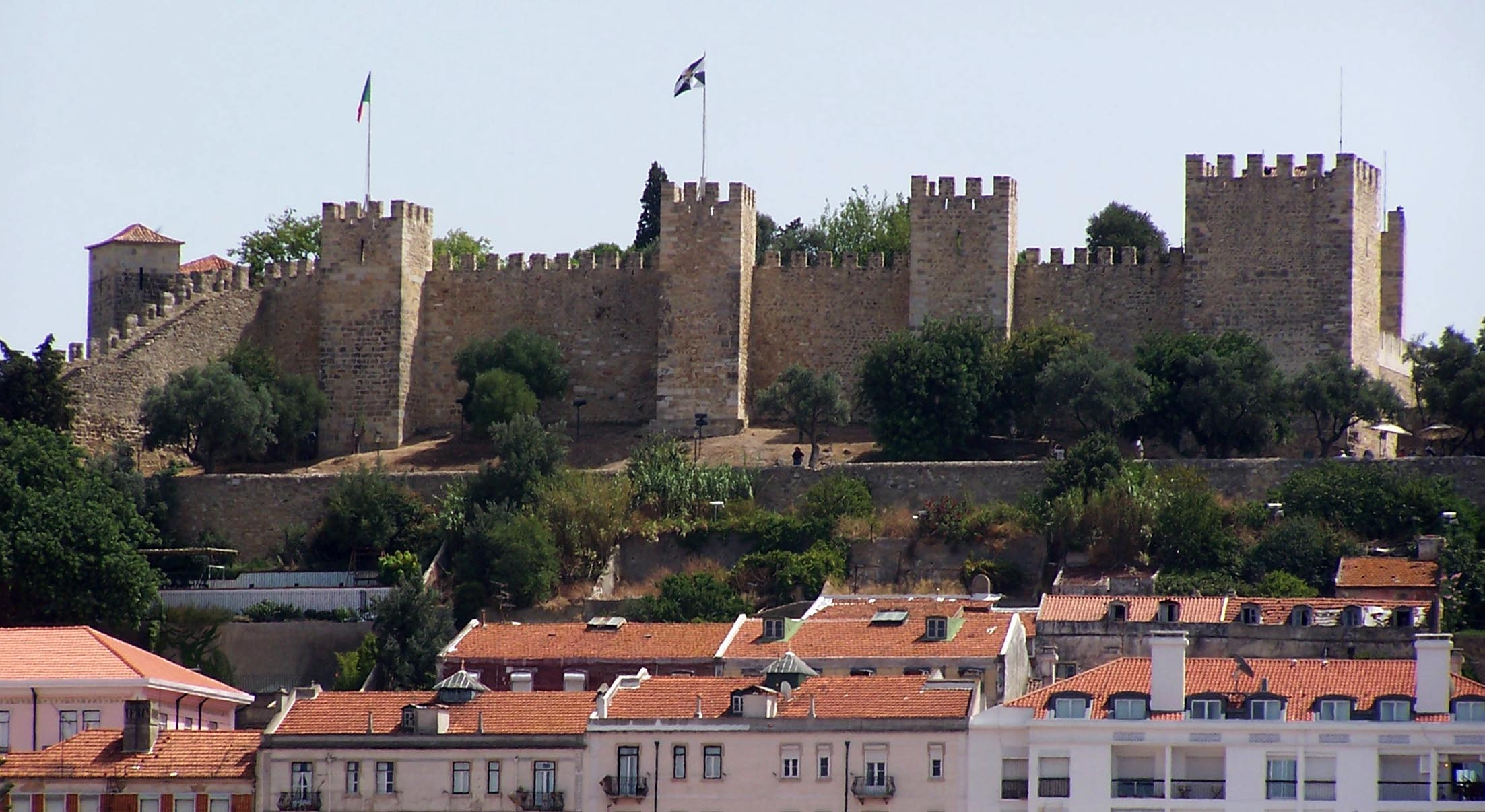
Castelo de São Jorge

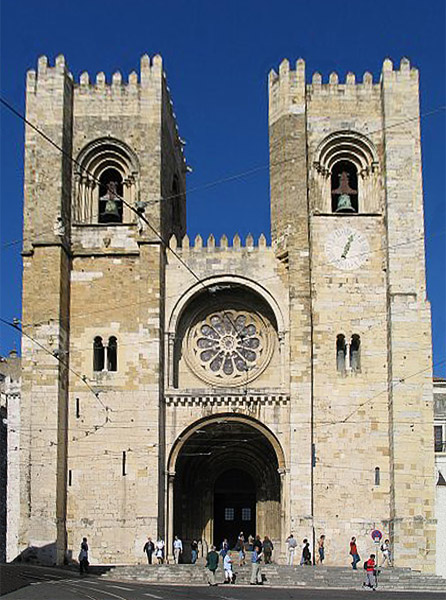
Voorkant van de Kathedraal van Lissabon

### Bezienswaardigheden
Baixa Pombalina, de 'benedenstad', is het centrum van Lissabon. Hier bevindt zich het Rossio, al eeuwen het belangrijkste plein van de stad. In een hoek van het Rossio bevindt zich de Dominicanenkerk. Bijna aan het hoofdplein Rossio vast ligt de Praça dos Restauradores. Tussen beide pleinen ligt het station Rossio. Aan de Taag ligt het grote plein Praça do Comércio met de toegangspoort Arco da Rua Augusta. Daar bevond zich het Ribeirapaleis, de koninklijke residentie.
In de wijk Bairro Alto, ten westen van de Baixa, zijn vele restaurants en uitgaansgelegenheden te vinden. De ongeveer dertig meter hoger gelegen wijk is vanuit het centrum bereikbaar met de Elevador de Santa Justa. Deze lift is door Raoul Mesnier de Ponsard ontworpen in de neogotische stijl van rond 1900.
Tussen de Baixa Pombalina en de Bairro Alto ligt de wijk Chiado. Ruim tweehonderd jaar na de aardbeving van 1755 werd deze wijk geteisterd door een nieuwe ramp, de brand van 1988. Het Carmoklooster, het Teatro Nacional de São Carlos en het beroemde Café A Brasileira (met het beeld van trouwe klant Fernando Pessoa op het terras) bevinden zich in deze door de toeristen begeerde wijk.
Ten oosten van het centrum ligt Alfama, een oude volkswijk. Met haar steile straatjes, trappen en steegjes is het een belangrijke bezienswaardigheid. Dwars door de wijk kronkelt tramlijn 28, waarop nostalgisch trammaterieel rijdt. Deze tramlijn wordt veel door toeristen gebruikt, maar is van belang voor de ontsluiting van de wijk. De bekendste en oudste kerk van de stad, de kathedraal van Lissabon, en het klooster van São Vicente de Fora bevinden zich in Alfama.
De voorstad Santa Maria de Belém ligt ten westen van het centrum. Daar bevinden zich het Hiëronymietenklooster Mosteiro dos Jerónimos en de Torre de Belém (als het ware in de Taag), beide werelderfgoed. In het klooster ligt o.a. de ontdekkingsreiziger Vasco da Gama begraven. In deze wijk treft men het Padrão dos Descobrimentos aan, een monument gelegen aan de oever van de Taag en gebouwd en herbouwd als eerbetoon aan de Portugese zeevaarders.
Enkele kilometers ten oosten van het centrum ligt het 'nieuwe centrum' op het expoterrein, het Parque das Nações, bekend van Expo '98. Hier zijn onder meer het aquarium Oceanário de Lisboa, het Vasco da Gama-winkelcentrum, de Torre Vasco da Gama, een kabelbaan en het treinstation Gare do Oriente te vinden.
De stad heeft twee bezienswaardige bruggen. De vroegere Ponte Salazar, die na de val van zijn regime werd omgedoopt tot Ponte 25 de Abril, naar de Anjerrevolutie in 1974, verbindt Lissabon met de Outra Banda, de zuidoever van de Taag. Het ontwerp is niet alleen geënt op dat van de Golden Gate Bridge in San Francisco, maar zelfs door dezelfde firma ontworpen in opdracht van António de Oliveira Salazar. Op diezelfde oever bevindt zich het grote beeld Christus Koning, dat uitkijkt over Lissabon. Even ten noorden van het Parque das Nações is er een nieuwere brug over de Taag, de 17 kilometer lange Vasco da Gama-brug.

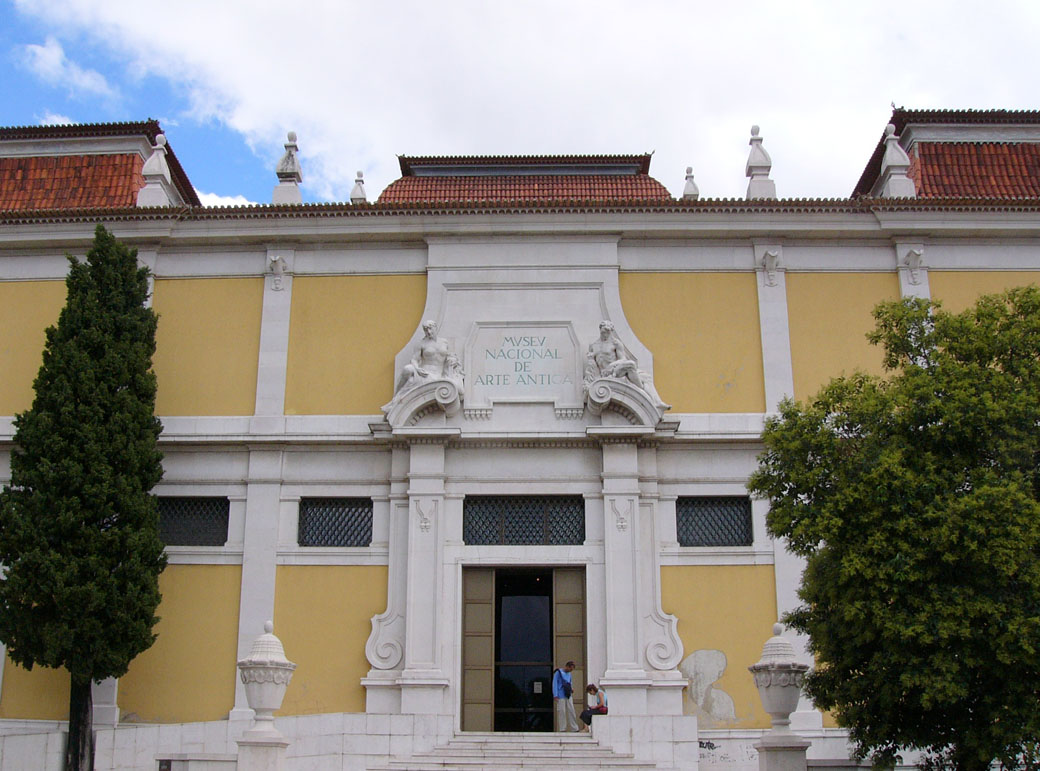
Museu Nacional de Arte Antiga

### Musea
In het Museu Nacional de Arte Antiga, het belangrijkste kunstmuseum van Portugal, bevindt zich onder meer veel werk van Noord-Europese kunstschilders zoals Jeroen Bosch en Albrecht Dürer.
De musea Museu Calouste Gulbenkian en Centro de Arte Moderna José de Azeredo Perdigão tonen een collectie met Egyptische, islamitische, Chinese en Japanse kunst en schilderijen van Rogier van der Weyden, Ghirlandaio, Frans Hals, Rembrandt, Fragonard, Manet en Degas, alsmede moderne en hedendaagse Portugese en Britse kunst. De van oorsprong Armeense filantroop Calouste Gulbenkian verzamelde tijdens zijn leven meer dan 6000 kunstwerken.
Het Museu Nacional do Azulejo is het nationale museum van tegels met onder andere het 18de-eeuwse tegelplateau van het panorama van Lissabon.
Het Berardo Collectie Museum is het grootste museum van Portugal dat hedendaagse en moderne kunst tentoonstelt, met verschillende tijdelijke tentoonstellingen en een vaste collectie met werken van Piet Mondriaan, Andy Warhol en Henry Moore.
Het MACAM is een museum voor hedendaagse kunst.
Het Carmoklooster bevat een archeologisch museum.
De stad telt ook verschillende musea die de (militaire) geschiedenis van Portugal en de stad belichten, zoals het Museum van de Guarda Nacional Republicana, het Museu Militar de Lisboa en het Museu do Aljube,Resistência e Liberdade (geschiedenis van de militaire politie tijdens de dictatuur). In Belém vindt men ook het Museu do Combatente (een museum over de geschiedenis van het Portugese leger) en een nationaal monument dat de soldaten herdenkt die sneuvelden tijdens overzeese operaties.

### Parken
In Lissabon is ook een groot aantal parken, zoals het Parque Florestal de Monsanto, de
Jardim da Estrela en het Parque Eduardo VII met de Estufas. Het kassencomplex bestaat uit twee glazen broeikassen. In de Estufa Fria (koude kas) zijn tussen de winterharde bloemen en varens fonteinen, beekjes en vijvers aangelegd. In de vochtige beschutting van de Estufa Quente (broeikas) vormt het een domein van cactussen, waterlelies en flamingo’s. In de broeikas zijn verschillende soorten vogels aanwezig, zoals dwerg-papegaaien en een pauw. Het Jardim Botânico heeft zeldzame planten en boomsoorten.

### Miradouros

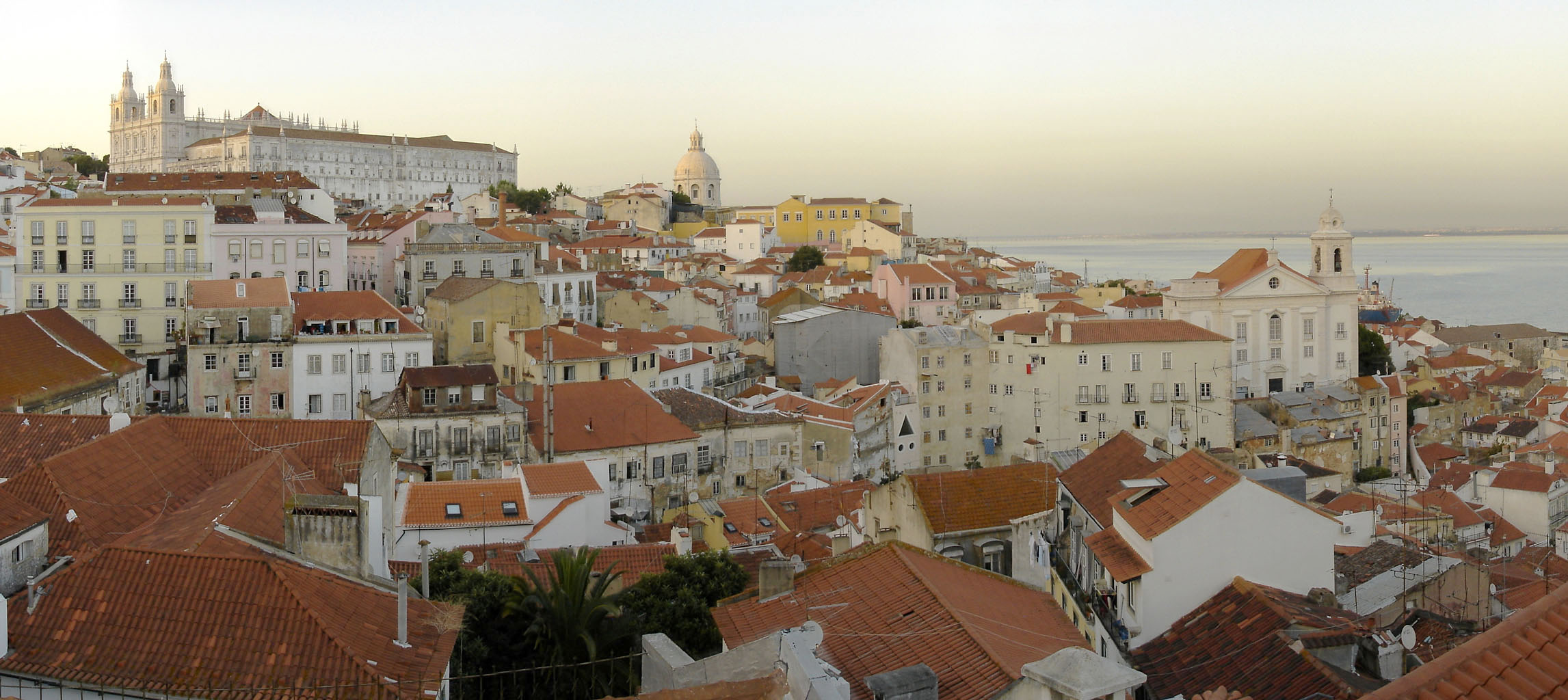
Uitzicht vanuit de Miradouro de Santa Luzia op de wijk Alfama

De Portugese term miradouro betekent uitkijkpunt.
De miradouros liggen op de hogere gedeelten van de stad en vandaar uit heeft men een goed uitzicht over de oude binnenstad of de Taag.

### Muziek
Lissabon is bekend vanwege de fadomuziek. In de wijk Alfama zijn verschillende fadohuizen te vinden. Dit zijn kleine restaurantjes waarin traditionele fado ten gehore wordt gebracht. In de fadoliederen worden de wijken Alfama, Bairro Alto en Mouraria, maar ook Lissabon en Portugal veelvuldig bezongen.
Mouraria wordt gezien als de wijk waar de fado is ontstaan. De legendarische fadozangeres Maria Severa zou hier gewerkt hebben, in de Rua do Capelão. In deze straat is een gedenkteken gewijd aan de geboorte van de fado.

### Sport
De stad kent drie grote voetbalclubs, waarvan er twee een rijke historie hebben en internationaal meetellen. Daarnaast zijn er ook nog een heleboel kleinere clubs te vinden in de stad en de wijken daar omheen.
- SL Benfica, met als thuisbasis Estádio da Luz
- Sporting Lissabon, met als thuisbasis Estádio José Alvalade naast het vliegveld
- Belenenes, met als stadion Estádio do Restelo in Belém.

Met het Estádio da Luz en Estádio José Alvalade was Lissabon de belangrijkste speelstad bij het EK voetbal van 2004.
Op atletiekgebied vindt er sinds 1991 jaarlijks de halve marathon van Lissabon plaats, een hardloopwedstrijd over 21,1 km. Het evenement behoort tot de belangrijkste halvemarathonwedstrijden in de wereld.
In 2001 werden de wereldkampioenschappen wielrennen in Lissabon georganiseerd. Dit is de enige keer dat dit evenement in Portugal plaatsvond. Bij de mannen won de Spanjaard Óscar Freire de wegwedstrijd voor de elite. Bij de vrouwen werd de wegwedstrijd gewonnen door de Litouwse Rasa Polikevičiūtė. In 1997 en 2024 startte wielerkoers Ronde van Spanje in Lissabon.

### Gastronomie
Een typische lekkernij uit Lissabon is de pastel de belém. Het is een klein gebakje dat halverwege de 19de eeuw door monniken werd uitgevonden. Deze gebakjes zijn gevuld met pudding en worden bestrooid met kaneel en poedersuiker.

## Winkelen en markten
Enkele winkelcentra zijn Amoreiras Shopping Center, Centro Colombo, Galerias Monumental, Espaco Chiado, Libersil.
Feira da Ladra is een tweedehandsmarkt op dinsdag en zaterdag.

## Onderwijs
In Lissabon zijn drie openbare universiteiten en een universiteitscollege. De Universiteit van Lissabon is de grootste instelling, de Universidade NOVA de Lisboa is de nieuwe universiteit, de Universidade Aberta specialiseerde zich in afstandsonderwijs. Daarnaast is er het universitair instituut ISCTE – Instituto Universitário de Lisboa.  Private hogeronderwijsinstellingen omvatten onder meer de Katholieke Universiteit van Portugal, de Universidade Lusófona en de Universidade Autónoma de Lisboa. Meer dan 100.000 studenten zijn ingeschreven aan deze instellingen in de Portugese hoofdstad, waarvan twee derden in de openbare universiteiten.
Naast het reguliere aanbod van scholen in Lissabon zijn er ook diverse internationale scholen, waaronder de Carlucci American International School of Lisbon (de enige Amerikaanse school in Portugal), Saint Julian's School (Brits), Saint Dominic's International School (Brits), Deutsche Schule Lissabon (Duits), Instituto Español Giner de los Ríos (Spaans), and Lycée Français Charles Lepierre (Frans).

## Verkeer

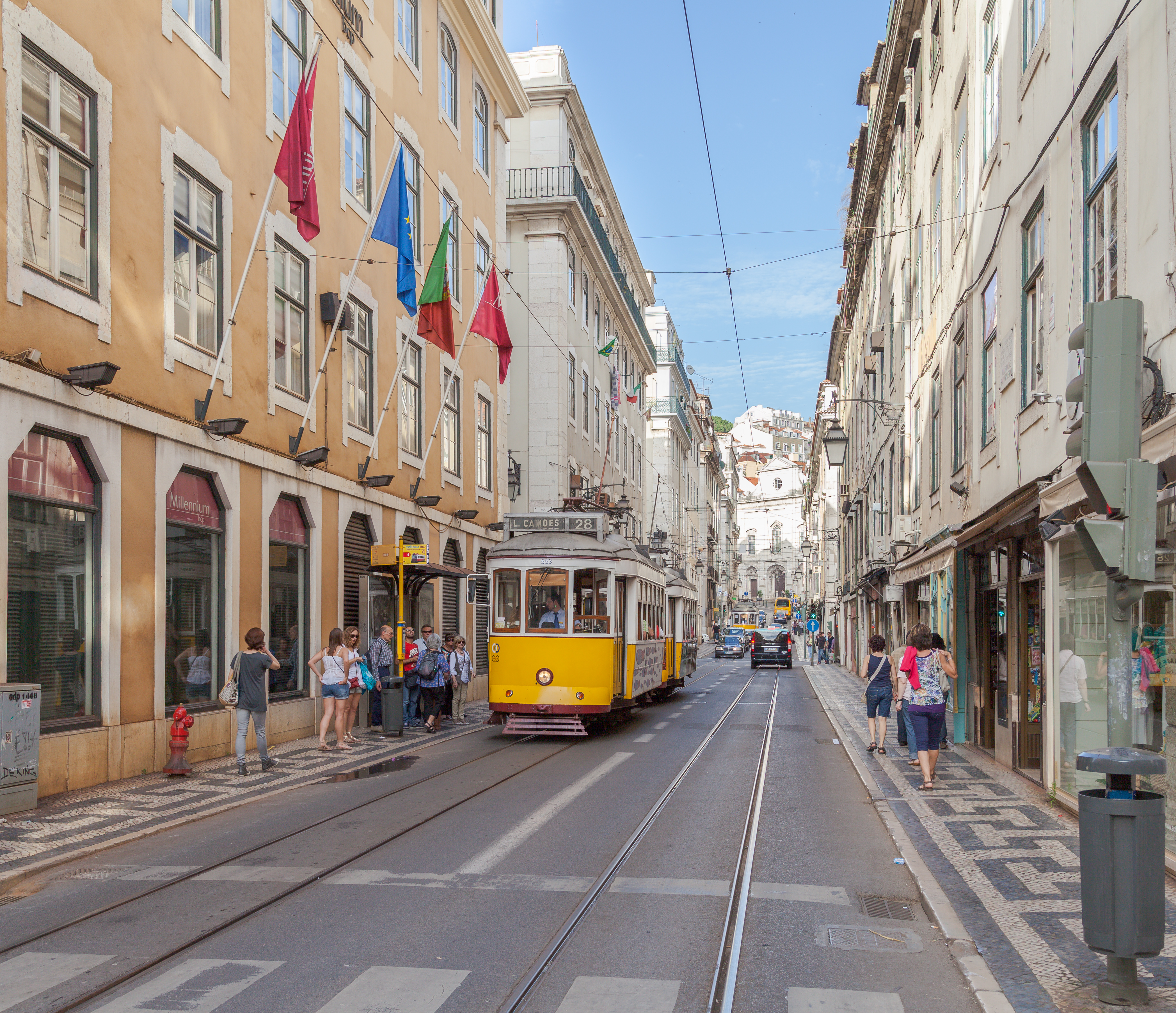
Tramlijn 28

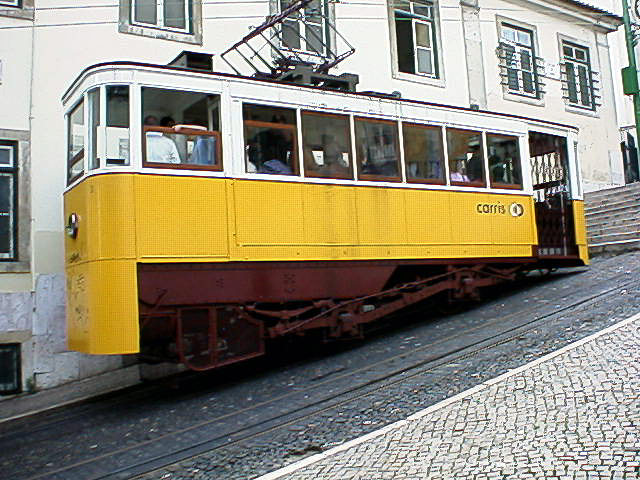
De Elevador da Glória verbindt de wijken Baixa en Bairro Alto

Hoewel het tramnet sterk is uitgedund, kent de stad diverse tramlijnen met zeer oud trammaterieel, waaronder de eerder genoemde lijn 28. Er rijdt een moderne tramlijn met lagevloermaterieel via de buitenwijk Belém naar de voorstad Algés. Door uitdunning van het tramnet is het uitgebreide busnetwerk belangrijker geworden.
Voor snel vervoer naar de buitenwijken kent de stad de metro van Lissabon en voorstadstreinen, zoals de Fertagus over de Ponte 25 de Abril. Op de zuidoever van de Taag is een lightrailsysteem met de naam Metro do Sul do Tejo. Deze lightrail bevindt zich niet binnen de gemeente Lissabon, maar grotendeels in de gemeente Almada en voor een klein stukje in Corroios in de gemeente Seixal.
Naast bus, tram en metro kent Lissabon een aantal andere vormen van openbaar vervoer:
- een viertal kabelspoorwegen, te weten de Ascensor da Bica, de Ascensor do Lavra, de Ascensor da Glória en de Elevador da Graça.
- een lift, te weten de Elevador de Santa Justa
- een aantal veerboten dat de stad Lissabon verbindt met voorsteden aan de andere zijde van de Taag

Het belangrijkste treinstation is het Gare do Oriente. Dit station bevindt zich bijna 10 km van de binnenstad en is het beginstation van de treinen naar het zuiden. De treinen naar het noorden stoppen hier ook, maar hebben hun beginpunt in het centraler gelegen station Santa Apolónia. In het centrum bevinden zich de stations Rossio, het beginpunt van de voorstadstreinen naar Sintra, en Cais do Sodré het beginpunt van de voorstadstreinen naar Cascais.
De luchthaven Portela (Portugees: Aeroporto da Portela) ligt middenin Lissabon en dankt haar naam aan de nabijgelegen freguesia (deelgemeente) Portela (ook bekend als Portela de Sacavém). De luchthaven staat bekend als Aeroporto da Portela de Sacavém, of Aeroporto de Lisboa ("luchthaven van Lissabon") en is op 15 mei 2016 vernoemd naar Humberto Delgado.

## Klimaat
Lissabon heeft een mediterraan klimaat. Hete droge zomers (april tot oktober) met temperaturen tot 35 °C. De winters (november tot maart) zijn zacht met maxima rond 15 °C.
| Maand                            | jan  | feb  | mrt  | apr  | mei  | jun  | jul  | aug  | sep  | okt  | nov  | dec  | Jaar |
| -------------------------------- | ---- | ---- | ---- | ---- | ---- | ---- | ---- | ---- | ---- | ---- | ---- | ---- | ---- |
| Gemiddeld maximum (°C)           | 13,6 | 14,4 | 16,3 | 18,2 | 20,5 | 23,3 | 25,8 | 26,1 | 24,6 | 21,2 | 16,7 | 14,4 | 19,5 |
| Gemiddeld minimum (°C)           | 7,5  | 8,1  | 9,1  | 10,6 | 12,2 | 14,6 | 16,2 | 16,4 | 15,8 | 13,7 | 10,4 | 8,2  | 11,9 |
|                                  |      |      |      |      |      |      |      |      |      |      |      |      |      |
| Neerslag (mm)                    | 113  | 101  | 96   | 57   | 48   | 22   | 4    | 7    | 24   | 74   | 118  | 120  | 65,3 |
| Bron: Weer Lissabon - Worldmeteo |      |      |      |      |      |      |      |      |      |      |      |      |      |

## Lissabon-strategie
In 2000 hadden de regeringsleiders van de Europese Unie een top in Lissabon over de richting van de Europese (kennis)economie. Het resultaat hiervan staat bekend als de Strategie van Lissabon.

## Partnersteden
- Buenos Aires (Argentinië)
- Parijs (Frankrijk)